# Universidad moderna
La Universidad Moderna (Universidade Moderna, en portugués) fue una universidad privada con sede en Lisboa y departamentos en Setúbal, Oporto y Beja. La institución fue autorizada por el Ministerio de Educación portugués para proporcionar servicios de educación superior universitaria en 1994 (Decreto ley: DL 313/94 del 23 de diciembre). Fue cerrada por el Ministerio portugués de Ciencia, Tecnología y Educación Superior el 30 de julio de 2008.

## El caso Moderna
El Moderna Affair (Caso Moderna) fue un gran fraude en la Universidad Moderna, que llevó a una investigación penal iniciada en marzo de 1999. Se llevaron a cabo 13 procesamiento para un total de 183 delitos, según el Ministerio Público. Luego de los juicios, en noviembre de 2003, José Braga Gonçalves (12 años más tarde, en junio de 2004, redujo a 7 años y 6 meses) y Pedro García Rosado (en junio de 2004 logró la reducción a 2 años), fueron los únicos condenados.
José Braga Gonçalves, administrador en la universidad, era hijo de José Júlio Gonçalves que fue el exrector de la universidad y también un administrador.
Pedro García Rosado sirvió en el Ministerio de Educación portugués como asesor.

## Investigaciones posteriores
En 2007 la universidad estuvo a punto de ser cerrada por el ministerio portugués responsable de la educación superior en Portugal, luego de que éste recibiera varios informes sobre irregularidades llevadas a cabo en la institución.
Finalmente, fue cerrada en octubre de 2008.